# Kid-Thing
Kid-Thing ist ein US-amerikanisches Filmdrama aus dem Jahr 2012 mit der zur Drehzeit elfjährigen Sydney Aguirre in der Hauptrolle. Das Drehbuch schrieb und Regie führte der aus Austin in Texas stammende Drehbuchautor, Schauspieler und Regisseur David Zellner. Produzent ist sein Bruder Nathan Zellner, der sich unter anderem für die Kamera verantwortlich zeichnete. Der Film wurde im Jahr 2012 auf verschiedenen Festivals wie dem Sundance Film Festival und den Internationalen Filmfestspielen Berlin gezeigt. In den USA wurde er am 25. Mai 2013 und in Deutschland am 22. August 2013 in den Kinos veröffentlicht.

## Handlung
Die zehnjährige Annie lebt mit ihrem Vater Marvin auf einer Ziegenfarm irgendwo in Texas. Ihr ist oft langweilig, sie hat keine Lust in die Schule zu gehen und ihr alkoholsüchtiger Vater kümmert sich nicht um sie. Da Marvin viel Zeit mit Demolition-Derbys und seinen Ziegen verbringt, muss Annie sich die ganze Zeit über allein beschäftigen. Aus lauter Langeweile macht sie tagsüber Streifzüge durchs Haus, randaliert in Vaters Abstellkammer oder macht einen Telefonstreich bei einer Autowerkstatt. Der weitere Tagesablauf besteht nur aus Streifzügen durch die ländliche Gegend, bei denen sie sich ihrer Zerstörungslust hingibt. Dabei geht einiges zu Bruch, Baumstämme werden zerhackt, Maden zerquetscht, Kloschüsseln und eine Geburtstagstorte eines im Rollstuhl sitzenden Mädchen mit dem Baseballschläger zertrümmert und deren Geschenk mitgenommen, ein großer bunter Lolli wird zerschlagen oder Kuhkadaver mit einer Paintball Pistole beschossen. Auch Bananen werden von ihr nicht verschont und mit Silvesterknallern weggesprengt.
Als sie im nahegelegenen Wald unterwegs ist hört sie in der Nähe eine Frauenstimme um Hilfe rufen. Aufmerksam verfolgt sie, wo die Stimme herkommt und findet einen ausgetrockneten Brunnen im Erdboden. Die Frau im Brunnen bemerkt Annie und ruft ihr zu, dass sie doch bitte Hilfe holen möchte, um sie zu retten, da sie schon eine Weile da unten ist. Sie stellt sich Annie als Esther vor aber Annie reagiert skeptisch und glaubt, es sei der Teufel, der sie überlisten möchte. Erschrocken läuft sie davon und geht nach Hause. Dort angekommen zeigt Marvin ihr, wie man ein Huhn hypnotisiert und will ihr damit zeigen, was bedingungslose Liebe ist. Annie antwortet ihm nur, dass die Tiere ihn nur lieben, weil er ihnen zu fressen gibt.
Am nächsten Tag kehrt sie zum Loch im Wald zurück und bringt Esther selbstgemachte Sandwiches, Capri-Sonne, Toilettenpapier und ein Walkie-Talkie mit. Esther bedankt sich zwar aber fleht Annie gleichzeitig auch an, ihr zu helfen und Hilfe eines Erwachsenen zu holen. Annie bleibt dennoch skeptisch und lässt sich nicht überzeugen, das Richtige zu tun. Sie macht sich lieber wieder auf ihre Streifzüge, ohne dabei weiter über Esther nachzudenken. Eines Abends funkt sie Esther mit dem Walkie-Talkie an und fragt wie es ihr da unten so geht. Esther wirkt schwächer und wütender, weil sie Annie nicht erreichen konnte und sie ihr die Hilfe verwehrt, aus dem Loch herauszukommen. Dabei wird sie so wütend, dass sie Annie als schlechten Menschen bezeichnet. Auch Annie wird daher wütender und beschimpft Esther als böse Hexe und ebenfalls sehr schlechten Menschen. Die Stimme von Esther verstummt daraufhin und lässt sich auch nicht mehr überzeugen zu antworten, so sehr es Annie auch versucht. Am nächsten Morgen versucht sie erneut Esther anzufunken aber das Walkie-Talkie gibt nur noch ein schwaches Rauschen von sich. Sie schlägt ihr einen Deal vor sie rauszuholen, wenn Esther sie danach mitnimmt, egal wo hin sie auch geht, aber das Walkie-Talkie schweigt. Das bewegt Annie nun dazu in den Lebensmittelladen zu gehen, um Getränke und Bananen für Esther zu kaufen, die sie dann zum Loch bringt und hinunter wirft, doch keine Stimme schallt mehr aus dem Loch heraus. Annie startet noch einen letzten Versuch und zündet einen Silvesterknaller, den sie ins Loch hinunter wirft aber es bewirkt keine Reaktion. Sie bekommt auf einmal Nasenbluten und macht sich daher auf den Weg nach Hause. Traurig und wütend sucht sie das Versteck auf, wo sie das gestohlene Geschenk gebunkert hat und öffnet es. Darin findet sie eine Barbie-Puppe, der sie Arme, Beine und den Kopf abreißt.
Zu Hause angekommen beobachtet sie, wie Marvin beim Ziegen Füttern einen Herzinfarkt bekommt, aber sie holt keine Hilfe, sondern schaut nur zu. Danach geht sie zurück zum Brunnen, setzt sich auf den Rand, lässt die Beine ins Loch baumeln und starrt hinunter in die Dunkelheit. Sie entschließt sich zu einem letzten endgültigen Schritt ins Ungewisse und springt hinab.

## Hintergründe
Die Dreharbeiten zum Film fanden im US-Bundesstaat Texas unter anderem in Bryan, Angleton sowie Austin statt. Er wurde von den Zellner-Brüdern produziert und inszeniert. Ein Teil der Kosten standen aus einer Kickstarter Finanzierung zur Verfügung. Dabei haben 113 Unterstützer 10368 US-Dollar zur Finanzierung des Films beigetragen. Das aufwendig gestaltete Sound Design stammt von Nathan Zellner. Für die Rolle der Annie engagierten die Zellners wieder Sydney Aguirre, mit welcher David Zellner im Jahr 2004 schon den acht Minuten langen Kurzfilm The Virile Man besetzt hatte. Sie ist die Tochter von Bekannten der Zellner-Brüder.
Der Soundtrack zum Film wurde von der ebenfalls aus Austin stammenden Band The Octopus Project beigesteuert. Die am Anfang des Films verwendete Titelmusik wurde von dem französischen Filmkomponist François de Roubaix für den Film Les Amis (dt. Die Freunde) aus dem Jahr 1971 komponiert.

## Rezeption
Der Film erhielt ein eher gutes Presseecho, was sich auch in den Auswertungen US-amerikanischer Aggregatoren widerspiegelt. So erfasst Rotten Tomatoes überwiegend wohlwollende Besprechungen und ordnet den Film dementsprechend als „Frisch“ ein. Laut Metacritic fallen die Bewertungen im Mittel „Durchwachsen oder Durchschnittlich“ aus. Es folgen einige repräsentative Pressestimmen:

„Das wortkarge, spröde Drama macht nicht gerade gute Laune und hinterlässt den Zuschauer mit seinem offenen Ende ein wenig ratlos.“

„Seit einigen Jahren treibt das amerikanische Independent-Kino wieder kleine, aber dafür umso bemerkenswertere Blüten. Eine davon ist der vierte Langfilm des in Austin, Texas, lebenden und arbeitenden Filmemachers David Zellner. Sein ebenso irritierendes wie poetisches Porträt eines zehnjährigen Mädchens, das mehr oder weniger wortlos gegen die ganze Welt rebelliert, hat etwas von einem dunklen Loch, das seinen Betrachter nach und nach in sich hineinzieht. Zellner blickt in den Abgrund des modernen Lebens, und je tiefer dieser Blick geht, desto verlockender wird das Nichts, das dem Filmemacher entgegenstarrt.“

„Die Farben sind zu satt für grauen Sozialhorror, und Annie ist weder eins von den hilflosen Opferwesen noch von den tapferen Märtyrern, die Kinder in solchen Filmen normalerweise sind. Sie kann gemein sein und eiskalt, genauso wie melancholisch und entrückt. […] Annies Vater bringt ihr bei, mit einem Stück roter Kreide ein Huhn zu hypnotisieren. Sie zerschlägt mit ihrem Baseballschläger die Geburtstagstorte eines Mädchens, das im Rollstuhl sitzt. Sie besorgt Esther ein Walkie-Talkie, aber sie weigert sich, Hilfe zu holen. Die Dinge passieren einfach, ohne Erklärung und oft ohne erkennbaren Zusammenhang, manches ist sehr lustig, dann wieder grausam. Alles wird begleitet von einem trügerisch wahllosen Soundtrack aus Pop-Rock, Folk, Oper und Easy Listening. Annie erlebt, wie die Welt um sie herum immer merkwürdiger und unwirklicher wird, und sie nimmt es hin, weil ihr ohnehin niemand sagt, wie die Welt eigentlich sein müsste. Die einzige Person, die sich mit ihr beschäftigt, ist Esther. […] ‚Kid-Thing‘ ist ein sperriger Film und manchmal anstrengend in seiner unbedingten Entschlossenheit, so anders wie möglich zu sein. Doch er kann einen auch hypnotisieren und so gefügig machen wie es im Film dem Huhn passiert. Wenn man sich erst mal hineingegroovt hat, in Annies ganz persönliches absurdes Wunderland, dann will man so schnell auch nicht mehr weg.“

„Die Parallelen zu Maurice Sendaks Kinderbuch-Klassiker Wo die Wilden Kerle wohnen – ein Kind projiziert seine inneren Ängste auf ein Alter Ego – liegen natürlich auf der Hand, wobei Kid-Thing noch eine Spur konsequenter ist. Annie agiert mit einer unwiderstehlichen Renitenz, ihr Coming-of-Age zielt nicht auf eine pädagogische Läuterung ab. Das Kind lässt sich nicht besänftigen, auch wenn seine wachsende Fürsorge durchaus therapeutische Wirkung zeigt. Annies Weigerung, Hilfe zu holen, lässt die Situation schließlich eskalieren. Die Forderung, Esther nur unter der Bedingung zu retten, dass sie Annie später mitnimmt, legt eine Beschädigung frei, die sozusagen auf dem Grund des Loches verborgen liegt. Esthers Protest gegen ihre Behandlung bedeutet für Annie einen erneuten Liebesentzug. Die Stimme aus dem Loch beginnt zu schweigen. Doch wie jedes Märchen besitzt auch Kid-Thing eine soziale Grundierung. Die öden texanischen Landstriche, durch die Annie streicht, beschreiben eine Lebenswirklichkeit, aus der sich die Gesellschaft weitgehend zurückgezogen hat. Annies Spur der Verwüstung ist kein Ausdruck von Emanzipation, sondern ein diffuser Wunsch nach Teilhabe. Ein Protest gegen die Verwahrlosung. So stemmt sich das Märchen permanent gegen die sozialen Verhältnisse. David und Nathan Zellner haben dieses Dilemma formal gelöst. Manchmal blickt ihre Kamera einfach lange genug auf die Versehrungen der Natur und der Menschen, bis sie dahinter noch eine fremdartige Schönheit entdeckt.“